# 2019年の映画
2019年の映画（2019ねんのえいが）では、2019年（平成31年/令和元年）の映画分野の出来事（動向）について記述する。
2018年の映画 - 2019年の映画 - 2020年の映画

## 出来事

### 世界
- 1月6日 - 第76回ゴールデングローブ賞の受賞作品が発表され、外国語映画賞にノミネートされ、日本映画界59年ぶりの受賞が期待されていた是枝裕和監督作品『万引き家族』は選出されなかった[1]。
- 1月27日 - 第25回全米映画俳優組合賞の結果が発表され、『ブラックパンサー』がキャスト賞を受賞した[2]。
- 2月7日 - 17日 - 第69回ベルリン国際映画祭が開催され、イスラエル、フランス合作映画の『シノニムズ』が金熊賞を受賞した[3]。
- 2月10日 - 第72回英国アカデミー賞の結果が発表され、『ROMA/ローマ』が作品賞を受賞した[4]。
- 2月23日 - 第39回ゴールデンラズベリー賞の結果が発表された[5]。
- 2月24日 - 第91回アカデミー賞の結果が発表され、『グリーンブック』が作品賞を受賞した[6]。
- 4月18日 - 4月25日 - 第41回モスクワ国際映画祭が開催された。
- 5月14日 - 5月25日 - 第72回カンヌ国際映画祭が開催され、韓国映画の『パラサイト 半地下の家族』がパルム・ドールを、フランス映画の『アトランティーク』がグランプリを受賞した[7]。
- 6月15日 - MTVムービー・アワード2019がサンタモニカで開催され、『アベンジャーズ/エンドゲーム』が作品賞を受賞した[8]。
- 8月28日 - 9月7日 - 第76回ヴェネツィア国際映画祭が開催され、アメリカ映画の『ジョーカー』が金獅子賞を受賞した[9]。
- 9月22日 - 第71回エミー賞の授賞式がロサンゼルスのマイクロソフトシアターで開催され、『ゲーム・オブ・スローンズ』が作品賞を受賞した[10]。

### 日本
- 2月6日 - 第61回ブルーリボン賞の授賞式が東京・イイノホールで行われ、作品賞は『カメラを止めるな!』が受賞した[11]。
- 2月10日 - 第92回キネマ旬報ベスト・テンの授賞式が文京シビックホール大ホールで行われ、日本映画作品賞は『万引き家族』、外国映画作品賞は『スリー・ビルボード』がそれぞれ受賞した[12]。
- 2月14日 - 第73回毎日映画コンクールの表彰式がカルッツかわさきで行われ、日本映画大賞は『万引き家族』、日本映画優秀賞は『菊とギロチン』、外国映画ベストワン賞は『スリー・ビルボード』がそれぞれ受賞した[13]。
- 3月1日 - 第42回日本アカデミー賞の授賞式がグランドプリンスホテル新高輪国際館パミールで行われ、『万引き家族』が作品賞、監督賞、脚本賞、音楽賞、撮影賞、照明賞、主演女優賞、助演女優賞の8冠に輝いた[14]。
- 3月7日 - 10日 - ゆうばり国際ファンタスティック映画祭2019が開催された[15]。
- 9月7日 - 21日 - 第41回ぴあフィルムフェスティバル（PFF）が国立映画アーカイブで開催された[16]。
- 10月2日 - 小説家の浅田次郎らが第67回菊池寛賞を受賞[17]。
- 10月20日 - 有楽町スバル座が閉館。旧劇場時代から通算75年の歴史に幕。最終上映は2017年12月16日公開の『花筐/HANAGATAMI』[18]。
- 10月28日 - 11月5日 - 第32回東京国際映画祭（TIFF）が開催され、『わたしの叔父さん』が「東京サクラグランプリ」を受賞した[19]。
- 12月4日 - ぴあフィルムフェスティバル（PFF）が日本外国特派員協会にて記者会見を開き、2020年より新しい映画賞として「大島渚賞」を創設することを発表した[20]。

## 周年
- 50周年
  - 男はつらいよ50周年プロジェクト - 全作品を4Kデジタル修復し特集上映、全作セットのブルーレイディスクの発売、シリーズ50作目『男はつらいよ お帰り 寅さん』公開[21]。

## 全世界興行収入ランキング
| 順位 | 題名                                      | 配給                                    | 興行収入        |
| ---- | ----------------------------------------- | --------------------------------------- | --------------- |
| 1    | アベンジャーズ/エンドゲーム               | ディズニー                              | 27億9780万ドル  |
| 2    | ライオン・キング                          | ディズニー                              | 16億5690万ドル  |
| 3    | アナと雪の女王2                           | ディズニー                              | 14億2060万ドル  |
| 4    | スパイダーマン:ファー・フロム・ホーム     | ソニー・ピクチャーズ エンタテインメント | 11億3190万ドル  |
| 5    | キャプテン・マーベル                      | ディズニー                              | 11億2830万ドル  |
| 6    | ジョーカー                                | ワーナー・ブラザース                    | 010億7340万ドル |
| 7    | スター・ウォーズ/スカイウォーカーの夜明け | ディズニー                              | 010億7100万ドル |
| 8    | トイ・ストーリー4                         | ディズニー                              | 010億5070万ドル |
| 9    | アラジン                                  | ディズニー                              | 010億4780万ドル |
| 10   | ジュマンジ/ネクスト・レベル               | ユニバーサル・ピクチャーズ              | 08億0000万ドル  |

出典:“2019 Worldwide Box Office”.  Box Office Mojo. 2020年1月29日閲覧。

## 各大陸、各国ランキング

### 北米興行収入ランキング
| 順位 | 題名                                      | 配給                                    | 興行収入      |
| ---- | ----------------------------------------- | --------------------------------------- | ------------- |
| 1    | アベンジャーズ/エンドゲーム               | ディズニー                              | 8億5840万ドル |
| 2    | ライオン・キング                          | ディズニー                              | 5億4360万ドル |
| 3    | スター・ウォーズ/スカイウォーカーの夜明け | ディズニー                              | 5億1520万ドル |
| 4    | アナと雪の女王2                           | ディズニー                              | 4億7700万ドル |
| 5    | トイ・ストーリー4                         | ディズニー                              | 4億3400万ドル |
| 6    | キャプテン・マーベル                      | ディズニー                              | 4億2680万ドル |
| 7    | スパイダーマン:ファー・フロム・ホーム     | ソニー・ピクチャーズ エンタテインメント | 3億9050万ドル |
| 8    | アラジン                                  | ディズニー                              | 3億5560万ドル |
| 9    | ジョーカー                                | ワーナー・ブラザース                    | 3億5450万ドル |
| 10   | ジュマンジ/ネクスト・レベル               | ソニー・ピクチャーズ                    | 3億2030万ドル |

出典:“Domestic Box Office For 2019”.  Box Office Mojo. 2020年1月29日閲覧。

### 日本興行収入ランキング
2019年興行収入10億円以上番組 (PDF)  - 日本映画製作者連盟
| 順位 | 題名                                             | 製作国                            | 配給       | 興行収入  |
| ---- | ------------------------------------------------ | --------------------------------- | ---------- | --------- |
| 1    | 天気の子                                         | 日本の旗                          | 東宝       | 141.9億円 |
| 2    | アナと雪の女王2                                  | アメリカ合衆国の旗                | ディズニー | 133.7億円 |
| 3    | アラジン                                         | アメリカ合衆国の旗                | ディズニー | 121.6億円 |
| 4    | トイ・ストーリー4                                | アメリカ合衆国の旗                | ディズニー | 100.9億円 |
| 5    | 名探偵コナン 紺青の拳                            | 日本の旗                          | 東宝       | 093.7億円 |
| 6    | ライオン・キング                                 | アメリカ合衆国の旗                | ディズニー | 066.7億円 |
| 7    | ファンタスティック・ビーストと黒い魔法使いの誕生 | イギリスの旗 · アメリカ合衆国の旗 | ワーナー   | 065.7億円 |
| 8    | アベンジャーズ/エンドゲーム                      | アメリカ合衆国の旗                | ディズニー | 061.3億円 |
| 9    | キングダム                                       | 日本の旗                          | 東宝/SPE   | 057.3億円 |
| 10   | ONE PIECE STAMPEDE                               | 日本の旗                          | 東映       | 055.5億円 |

出典:2019年興行収入10億円以上番組 (PDF)  - 日本映画製作者連盟
| 11 | ジョーカー | アメリカ合衆国 | ワーナー | 50.6億円 |

## 日本の映画興行
- 入場者数 1億9491万人[23][24] - 2億人を下回った1972年（1億8739万人）以降の約50年間で最高の入場者数となった[25]。
- 興行収入 2611億8000万円[23][24] - 興行収入発表となった2000年以降で歴代最高となる記録だった[25]。興行収入100億円を突破した映画4本『アラジン』・『天気の子』・『トイ・ストーリー4』・『アナと雪の女王2』の貢献が大[26]。
- 入場料金（大人） - 日本初のシネコン、ワーナー・マイカル・シネマズ海老名が出来た1993年以来、26年ぶりの値上げ[26]。キネマ旬報によれば、値上げによる極端な観客減は発生しなかった[26]。
  - 1,900円（6/1から値上げ） - TOHOシネマズ(66劇場)、東急レクリエーション(18劇場)、丸の内ピカデリー・新宿ピカデリー、新宿バルト9 → 合計 87劇場
  - 1,800円（6/1時点で据置き） - 松竹マルチプレックスシアターズ(23劇場)、ティ・ジョイ(17劇場)、シネマサンシャイン(14劇場)、イオンエンターテイメント(91劇場)、ユナイテッド・シネマ(41劇場) → 合計 186劇場[27][28]

| 配給会社 | 本数 | 年間興行収入  | 前年対比 | 備考 |
| -------- | ---- | ------------- | -------- | --- |
| 松竹     | 30   | 176億5297万円 | 161.8%   | 興行収入10億円を突破したのが8作品と非常に好調だった。『劇場版 うたの☆プリンスさまっ♪ マジLOVEキングダム』（18.2億円）、『ザ・ファブル』（17.7億円）、『人間失格 太宰治と3人の女たち』（13.3億円）、『ラブライブ!サンシャイン!!』（13.0億円）、『HIGH&LOW WORST』（12.5億円）、『こんな夜更けにバナナかよ 愛しき実話』（11.5億円）、『引っ越し大名!』（11.1億円）、『決算!忠臣蔵』（11.0億円）。しかし、夏の期待作、シリーズ第2作『東京喰種 トーキョーグール【S】』が3.6億円と期待外れの結果に終わる。 |
| 東宝     | 27   | 771億0318万円 | 127.4%   | 2019年は、映画界全体で年間興行収入新記録の2611.8億円を達成した。それに大きく貢献したのが、東宝の『天気の子』（141.9億円）。東宝は、年間興行収入500億円オーバーを16年連続、600億円オーバーを8年連続達成。他社が羨む興収10億円以上が19番組（10億円台が5番組、20億円台が7番組、30億円以上が次の7番組）。『天気の子』、『名探偵コナン 紺碧の拳』（93.7億円）、『キングダム』（57.3億円）、『ドラえもん のび太の月面探査記』（50.2億円）、『マスカレード・ホテル』（46.4億円）、『記憶にございません!』（36.4億円）、『名探偵ピカチュウ』（30.1億円）。東宝の好成績は、『天気の子』と『名探偵コナン』によるところが大きい。                    |
| 東映     | 20   | 173億6872万円 | 140.8%   | 興行収入10億円を突破したのは、『ONE PIECE STAMPEDE』（55.5億円）、『ドラゴンボール超 ブロリー』（40.0億円）、『翔んで埼玉』（37.6億円）、『仮面ライダー平成ジェネレーションズ FOREVER』（15.6億円）、『劇場版 仮面ライダージオウ Over Quartzer』（11.7億円）の5番組。数年の間、東宝が独占していた邦画ベストテンに風穴を開けた。『プリキュアミラクルユニバース』（9.4億円）、『スター☆トゥインクルプリキュア』（6.7億円）は好稼動。『翔んで埼玉』以外の実写映画『閉鎖病棟 -それぞれの朝-』（3.9億円）、『L♡DK ひとつ屋根の下』（3.8億円）、『見えない目撃者』（3.7億円）、『うちの執事が言うことには』（3.5億円）には4億円の壁が厚かった。 |
| KADOKAWA | 31   | 35億7923万円  | 151.6%   | シリーズ第1作を監督した中田秀夫による『貞子』（7.2億円）が根強い人気。アニメの『この素晴らしい世界に祝福を!紅伝説』（7.1億円）、『劇場版 幼女戦記』（4.2億円）、『Re:ゼロから始める異世界生活 氷結の絆』（2.9億円）が年間興行収入に貢献。瀬々敬久監督『楽園』（3.0億円）は大人の映画ファンを集めた。 |

出典:「2019年映画業界総決算」『キネマ旬報』2020年（令和2年）3月下旬特別号、キネマ旬報社、2020年、46 - 59頁。

## 受賞
- 第92回アカデミー賞
  - 作品賞 - 『パラサイト 半地下の家族』
  - 監督賞 - ポン・ジュノ (『パラサイト 半地下の家族』)
  - 主演男優賞 - ホアキン・フェニックス（『ジョーカー』）
  - 主演女優賞 - レネー・ゼルウィガー (『ジュディ 虹の彼方に』)
  - 助演男優賞 - ブラッド・ピット (『ワンス・アポン・ア・タイム・イン・ハリウッド』)
  - 助演女優賞 - ローラ・ダーン (『マリッジ・ストーリー』)
  - 長編アニメ映画賞 - 『トイ・ストーリー4』
  - 外国語映画賞 - 『パラサイト 半地下の家族』（ 韓国） - ポン・ジュノ監督
  - 編集賞 - アンドリュー・バックランド、マイケル・マカスカー (『フォードvsフェラーリ』)
  - 音響編集賞 - ドナルド・シルヴェスター (『フォードvsフェラーリ』)

- 第77回ゴールデングローブ賞
  - 作品賞 (ドラマ部門) - 『1917 命をかけた伝令』
  - 主演男優賞 (ドラマ部門) - ホアキン・フェニックス（『ジョーカー』）
  - 主演女優賞 (ドラマ部門) - レネー・ゼルウィガー (『ジュディ 虹の彼方に』)
  - 作品賞 (ミュージカル・コメディ部門) - 『ワンス・アポン・ア・タイム・イン・ハリウッド』
  - 主演男優賞 (ミュージカル・コメディ部門) - タロン・エジャトン (『ロケットマン』)
  - 主演女優賞 (ミュージカル・コメディ部門) - オークワフィナ (『フェアウェル』)
  - 監督賞 - サム・メンデス （『1917 命をかけた伝令』）
  - 助演男優賞 - ブラッド・ピット (『ワンス・アポン・ア・タイム・イン・ハリウッド』)
  - 助演女優賞 - ローラ・ダーン (『マリッジ・ストーリー』)
  - 外国語映画賞 - 『パラサイト 半地下の家族』（ 韓国）
  - アニメ映画賞 - 『ミッシング・リンク 英国紳士と秘密の相棒』

- 第72回英国アカデミー賞
  - 作品賞 - 『1917 命をかけた伝令』
  - 監督賞 - サム・メンデス （『1917 命をかけた伝令』）
  - 主演男優賞 - ホアキン・フェニックス（『ジョーカー』）
  - 主演女優賞 - レネー・ゼルウィガー （『ジュディ 虹の彼方に』）
  - 助演男優賞 - ブラッド・ピット （『ワンス・アポン・ア・タイム・イン・ハリウッド』）
  - 助演女優賞 - ローラ・ダーン （『マリッジ・ストーリー』）
  - 英国作品賞 - 『1917 命をかけた伝令』
  - 非英語作品賞 - 『パラサイト 半地下の家族』（ 韓国）
  - アニメ映画賞 - 『クロース』

- 第91回ナショナル・ボード・オブ・レビュー賞
  - 作品賞 - 『アイリッシュマン』
  - 監督賞 - クエンティン・タランティーノ（『ワンス・アポン・ア・タイム・イン・ハリウッド』）
  - 主演男優賞 - アダム・サンドラー（『アンカット・ダイヤモンド』）
  - 主演女優賞 - レネー・ゼルウィガー （『ジュディ 虹の彼方に』）
  - 助演男優賞 - ブラッド・ピット （『ワンス・アポン・ア・タイム・イン・ハリウッド』）
  - 助演女優賞 - キャシー・ベイツ（『リチャード・ジュエル』）
  - 外国語映画賞 - 『パラサイト 半地下の家族』（ 韓国）
  - アニメーション映画賞 - 『ヒックとドラゴン 聖地への冒険』

- 第85回ニューヨーク映画批評家協会賞
  - 作品賞 - 『アイリッシュマン』
  - 監督賞 - サフディ兄弟（『アンカット・ダイヤモンド』）
  - 主演男優賞 - アントニオ・バンデラス（『ペイン・アンド・グローリー』）
  - 主演女優賞 - ルピタ・ニョンゴ（『アス』）
  - 助演男優賞 - ジョー・ペシ（『アイリッシュマン』）
  - 助演女優賞 - キャシー・ベイツ（『リチャード・ジュエル』）
  - 外国語映画賞 - 『パラサイト 半地下の家族』（ 韓国）
  - アニメ映画賞 - 『失くした体』

- 第13回デトロイト映画批評家協会賞
  - 作品賞 - 『パラサイト 半地下の家族』
  - 監督賞 - マーティン・スコセッシ（『アイリッシュマン』）
  - 主演男優賞 - アダム・ドライバー（『マリッジ・ストーリー』）
  - 主演女優賞 - スカーレット・ヨハンソン（『マリッジ・ストーリー』）
  - 助演男優賞 - ジョー・ペシ（『アイリッシュマン』）
  - 助演女優賞 - ローラ・ダーン（『マリッジ・ストーリー』）
  - アニメ映画賞 - 『トイ・ストーリー4』

- 第45回ロサンゼルス映画批評家協会賞
  - 作品賞 - 『パラサイト 半地下の家族』
  - 監督賞 - ポン・ジュノ（『パラサイト 半地下の家族』）
  - 主演男優賞 - アントニオ・バンデラス（『ペイン・アンド・グローリー』）
  - 主演女優賞 - メアリー・ケイ・プレイス（『Diane』）
  - 助演男優賞 - ソン・ガンホ（『パラサイト 半地下の家族』）
  - 助演女優賞 - ジェニファー・ロペス（『ハスラーズ』）
  - 外国語映画賞 - 『ペイン・アンド・グローリー』（ スペイン）
  - アニメ映画賞 - 『失くした体』

- 第18回サンフランシスコ映画批評家協会賞
  - 作品賞 - 『ワンス・アポン・ア・タイム・イン・ハリウッド』
  - 監督賞 - ポン・ジュノ（『パラサイト 半地下の家族』）
  - 主演男優賞 - アントニオ・バンデラス（『ペイン・アンド・グローリー』）
  - 主演女優賞 - ルピタ・ニョンゴ（『アス』）
  - 助演男優賞 - ブラッド・ピット （『ワンス・アポン・ア・タイム・イン・ハリウッド』）
  - 助演女優賞 - ジェニファー・ロペス（『ハスラーズ』）
  - 外国語映画賞 - 『パラサイト 半地下の家族』（ 韓国）
  - アニメ映画賞 - 『失くした体』

- 第40回ボストン映画批評家協会賞
  - 作品賞 - 『ストーリー・オブ・マイライフ/わたしの若草物語』
  - 監督賞 - ポン・ジュノ（『パラサイト 半地下の家族』）
  - 主演男優賞 - アダム・サンドラー（『アンカット・ダイヤモンド』）
  - 主演女優賞 - シアーシャ・ローナン（『ストーリー・オブ・マイライフ/わたしの若草物語』）
  - 助演男優賞 - ブラッド・ピット （『ワンス・アポン・ア・タイム・イン・ハリウッド』）
  - 助演女優賞 - ローラ・ダーン（『マリッジ・ストーリー』）
  - 外国語映画賞 - 『パラサイト 半地下の家族』（ 韓国）
  - アニメ映画賞 - 『失くした体』

- 第54回全米映画批評家協会賞
  - 作品賞 - 『パラサイト 半地下の家族』
  - 監督賞 - グレタ・ガーウィグ（『ストーリー・オブ・マイライフ/わたしの若草物語』）
  - 主演男優賞 - アントニオ・バンデラス（『ペイン・アンド・グローリー』）
  - 主演女優賞 - メアリー・ケイ・プレイス（『Diane』）
  - 助演男優賞 - ブラッド・ピット （『ワンス・アポン・ア・タイム・イン・ハリウッド』）
  - 助演女優賞 - ローラ・ダーン（『マリッジ・ストーリー』）

- 第26回全米映画俳優組合賞
  - キャスト賞 - 『パラサイト 半地下の家族』
  - 映画スタント・アンサンブル賞 - 『アベンジャーズ/エンドゲーム』
  - 主演男優賞 - ホアキン・フェニックス（『ジョーカー』）
  - 主演女優賞 - レネー・ゼルウィガー（『ジュディ 虹の彼方に』）
  - 助演男優賞 - ブラッド・ピット （『ワンス・アポン・ア・タイム・イン・ハリウッド』）
  - 助演女優賞 - ローラ・ダーン（『マリッジ・ストーリー』）

- 第69回ベルリン国際映画祭（英語版）
  - 金熊賞 - 『シノニムズ』（ナダヴ・ラピド）
  - 銀熊賞（審査員グランプリ） - 『By the Grace of God』（フランソワ・オゾン）
  - 銀熊賞（監督賞） - アンゲラ・シャーネレク（英語版）（『I Was at Home, But』）
  - 銀熊賞（男優賞） - ワン・ジンチュン（英語版）（『在りし日の歌（英語版）』）
  - 銀熊賞（女優賞） - ヨン・メイ（英語版）（『在りし日の歌（英語版）』）
  - 銀熊賞（脚本賞） - マルリツィオ・ブラウッチ（英語版）、クラウディオ・ジョバンネージ（英語版）、ロベルト・サビアーノ（『Piranhas』）
  - 銀熊賞（アルフレッド・バウアー賞） - 『System Crasher』（ノラ・フィングシャイト（英語版））
  - 銀熊賞（芸術貢献賞） - ラスムス・ビデベック（英語版）（『Out Stealing Horses』）

- 第72回カンヌ国際映画祭
  - パルム・ドール – 『パラサイト 半地下の家族』（ポン・ジュノ）
  - グランプリ – 『アトランティックス（英語版）』（マティ・ディオプ）
  - 監督賞 – ジャン＝ピエール&リュック・ダルデンヌ（『その手に触れるまで』）
  - 脚本賞 – セリーヌ・シアマ（『Portrait de la jeune fille en feu』）
  - 男優賞 – アントニオ・バンデラス（『ペイン・アンド・グローリー』）
  - 女優賞 – エミリー・ビーチャム（『リトル・ジョー』）
  - 審査員賞 – 『Bacurau』（ナディーン・ラバキー ）、『レ・ミゼラブル』（ラジ・リ）
  - スペシャル・メンション - エリア・スレイマン（『It Must Be Heaven』）

- 第76回ヴェネツィア国際映画祭
  - 金獅子賞 – 『ジョーカー』（トッド・フィリップス）
  - 審査員大賞 – 『オフィサー・アンド・スパイ』（ヨルゴス・ランティモス）
  - 銀獅子賞 – ロイ・アンダーソン（『Om det oändliga』）
  - ヴォルピ杯
    - 男優賞 – ルカ・マリネッリ（『Martin Eden』）
    - 女優賞 – アリアンヌ・アスカリッド（『Gloria Mundi』）

  - 脚本賞 – ヨン・ファン（英語版） （『チェリー・レイン7番地（英語版）』）
  - 審査員特別賞 – 『La mafia non è più quella di una volta』（Franco Maresco）
  - マルチェロ・マストロヤンニ賞 – トビー・ウォレス （『Babyteeth』）

- 第44回トロント国際映画祭
  - 観客賞 – 『ジョジョ・ラビット』（タイカ・ワイティティ）
  - 観客賞（次点1位） – 『マリッジ・ストーリー』（ノア・バームバック）
  - 観客賞（次点2位） – 『パラサイト 半地下の家族』（ポン・ジュノ）

- 第32回東京国際映画祭
  - 東京グランプリ – 『わたしの叔父さん』（フラレ・ピーダセン）
  - 審査委員特別賞 – 『アトランティス』（ヴァレンチン・ヴァシャノヴィチ）
  - 最優秀監督賞 – サイード・ルスタイ（『ジャスト 6.5』）
  - 最優秀男優賞 – ナヴィド・モハマドザデー（『ジャスト 6.5』）
  - 最優秀女優賞 – ナディア・テレスツィエンキーヴィッツ（『動物だけが知っている』）
  - 最優秀芸術貢献賞 – 『チャクトゥとサルラ』（ワン・ルイ）
  - 最優秀脚本賞 – 足立紳（『喜劇 愛妻物語』）
  - 観客賞 – 『動物だけが知っている』（ドミニク・モル）

- 第43回日本アカデミー賞
  - 最優秀作品賞 - 『新聞記者』
  - 最優秀アニメーション作品賞 - 『天気の子』
  - 最優秀監督賞 - 武内英樹（『翔んで埼玉』）
  - 最優秀主演男優賞 - 松坂桃李（『新聞記者』）
  - 最優秀主演女優賞 - シム・ウンギョン（『新聞記者』）
  - 最優秀助演男優賞 - 吉沢亮（『キングダム』）
  - 最優秀助演女優賞 - 長澤まさみ（『キングダム』）
  - 最優秀外国作品賞 - 『ジョーカー』

- 第62回ブルーリボン賞
  - 作品賞 - 『翔んで埼玉』
  - 監督賞 - 真利子哲也 『宮本から君へ』
  - 主演男優賞 - 中井貴一 『記憶にございません!』
  - 主演女優賞 - 長澤まさみ 『コンフィデンスマンJP -ロマンス編-』
  - 助演男優賞 - 吉沢亮 『キングダム』
  - 助演女優賞 - MEGUMI 『台風家族』 『ひとよ』
  - 新人賞 - 関水渚 『町田くんの世界』
  - 外国作品賞 - 『ジョーカー』

- 第93回キネマ旬報ベスト・テン
  - 日本映画第1位 - 『火口のふたり』
  - 外国映画第1位 - 『ジョーカー』（ アメリカ合衆国）
  - 日本映画監督賞 - 白石和彌（『ひとよ』、『凪待ち』、『麻雀放浪記2020』）
  - 脚本賞 - 阪本順治（『半世界』）
  - 主演男優賞 - 池松壮亮（『宮本から君へ』）
  - 主演女優賞 - 瀧内公美（『火口のふたり』）
  - 助演男優賞 - 成田凌（『愛がなんだ』、『さよならくちびる』、『チワワちゃん』、『翔んで埼玉』、『人間失格 太宰治と3人の女たち』）
  - 助演女優賞 - 池脇千鶴（『半世界』）
  - 新人男優賞 - 鈴鹿央士（『蜜蜂と遠雷』、『決算!忠臣蔵』）
  - 新人女優賞 - 関水渚（『町田くんの世界』）
  - 外国映画監督賞 トッド・フィリップス（『ジョーカー』）

- 第74回毎日映画コンクール
  - 日本映画大賞 - 『蜜蜂と遠雷』
  - 外国映画ベストワン賞 - 『ジョーカー』
  - 監督賞 - 石川慶（『蜜蜂と遠雷』）
  - 男優主演賞 - 成田凌（『カツベン!』）
  - 女優主演賞 - シム・ウンギョン（『新聞記者』）
  - 男優助演賞 - 吉澤健（『凪待ち』）
  - 女優助演賞 - 池脇千鶴（『半世界』）
  - スポニチグランプリ新人賞（男性） - 鈴鹿央士（『蜜蜂と遠雷』）
  - スポニチグランプリ新人賞（女性） - 関水渚（『町田くんの世界』）
  - アニメーション映画賞 - 『海獣の子供』
  - 大藤信郎賞 - 『ある日本の絵描き少年』

- 第44回報知映画賞
  - 作品賞 - 『蜜蜂と遠雷』
  - 海外作品賞 - 『ジョーカー』
  - アニメ作品賞 - 『天気の子』
  - 監督賞 - 佐藤信介（『キングダム』）
  - 主演男優賞 - 中井貴一（『記憶にございません!』）
  - 主演女優賞 - 長澤まさみ（『マスカレード・ホテル』、『コンフィデンスマンJP -ロマンス編-』）
  - 助演男優賞 - 成田凌 （『チワワちゃん』、『愛がなんだ』、『さよならくちびる』）
  - 助演女優賞 - 小松菜奈 （『来る』、『閉鎖病棟 -それぞれの朝-』）
  - 新人賞 - 鈴鹿央士（『蜜蜂と遠雷』）、玉城ティナ（『Diner ダイナー』、『惡の華』）
  - 特別賞 - 『翔んで埼玉』（武内英樹）

- 第32回日刊スポーツ映画大賞
  - 作品賞 - 『新聞記者』
  - 海外作品賞 - 『グリーンブック』
  - 監督賞 - 真利子哲也（『宮本から君へ』）
  - 主演男優賞 - 池松壮亮（『宮本から君へ』）
  - 主演女優賞 - 松岡茉優（『蜜蜂と遠雷』）
  - 助演男優賞 - 渋川清彦 （『半世界』、『WE ARE LITTLE ZOMBIES』、『閉鎖病棟 -それぞれの朝-』）
  - 助演女優賞 - 市川実日子 （『お父さん、チビがいなくなりました』、『よこがお』）
  - 新人賞 - 清原果耶（『愛唄 -約束のナクヒト-』、『デイアンドナイト』、『いちごの唄』）
  - 石原裕次郎賞 - アルキメデスの大戦（山崎貴）
  - 石原裕次郎新人賞 - 成田凌（『チワワちゃん』、『翔んで埼玉』、『愛がなんだ』、『さよならくちびる』、『人間失格 太宰治と3人の女たち』）

## 死去
| 日付            | 日付                     | 名前                                       | 出身国             | 年齢                                                             | 職業                                                                           |
| 1月             | 2日                      | ボブ・アインスタイン                       | アメリカ合衆国の旗 | 76                                                               | 俳優                                                                           |
| 1月             | 6日                      | 天地総子                                   | 日本の旗           | 78                                                               | 女優、声優                                                                     |
| 1月             | 9日                      | 冷泉公裕                                   | 日本の旗           | 72                                                               | 俳優、演出家                                                                   |
| 1月             | 10日                     | 宇仁貫三                                   | 日本の旗           | 78                                                               | 俳優、殺陣師                                                                   |
| 1月             | 12日                     | 市原悦子                                   | 日本の旗           | 82                                                               | 女優                                                                           |
| 1月             | 15日                     | キャロル・チャニング                       | アメリカ合衆国の旗 | 97                                                               | 女優                                                                           |
| 1月             | 20日                     | アンドリュー・G・ヴァイナ                  | ハンガリーの旗     | 74                                                               | 映画プロデューサー                                                             |
| 1月             | 23日                     | ジョナス・メカス                           | リトアニアの旗     | 96                                                               | 映画監督                                                                       |
| 1月             | 25日                     | ドゥシャン・マカヴェイエフ                 | セルビアの旗       | 86                                                               | 映画監督                                                                       |
| 1月             | 26日                     | ミシェル・ルグラン                         | フランスの旗       | 86                                                               | 作曲家                                                                         |
| 1月             | 29日                     | 橋本治                                     | 日本の旗           | 70                                                               | 作家                                                                           |
| 1月             | 29日                     | ジェームス・イングラム                     | アメリカ合衆国の旗 | 66                                                               | シンガーソングライター                                                         |
| 2月             | 1日                      | 有本欽隆                                   | 日本の旗           | 78                                                               | 声優                                                                           |
| 2月             | 7日                      | アルバート・フィニー                       | イギリスの旗       | 82                                                               | 俳優                                                                           |
| 2月             | 9日                      | 佐藤純彌                                   | 日本の旗           | 86                                                               | 映画監督                                                                       |
| 2月             | 10日                     | ジャン＝マイケル・ヴィンセント             | アメリカ合衆国の旗 | 73                                                               | 俳優                                                                           |
| 2月             | 12日                     | 山田スミ子                                 | 日本の旗           | 73                                                               | 女優                                                                           |
| 2月             | 16日                     | ブルーノ・ガンツ                           | スイスの旗         | 77                                                               | 俳優                                                                           |
| 2月             | 17日                     | 佐々木すみ江                               | 日本の旗           | 90                                                               | 女優、声優                                                                     |
| 2月             | 21日                     | スタンリー・ドーネン                       | アメリカ合衆国の旗 | 94                                                               | 映画監督、振付師                                                               |
| 2月             | 22日                     | 笑福亭松之助                               | 日本の旗           | 93                                                               | 落語家、俳優、タレント                                                         |
| 2月             | 28日                     | アンドレ・プレヴィン                       | ドイツの旗         | 89                                                               | ジャズピアニスト、作曲家、編曲家、指揮者                                       |
| 3月             | 2日                      | メド・オンド                               | モーリタニアの旗   | 82                                                               | 映画監督                                                                       |
| 3月             | 4日                      | ルーク・ペリー                             | アメリカ合衆国の旗 | 52                                                               | 俳優                                                                           |
| 3月             | 6日                      | 森山加代子                                 | 日本の旗           | 76                                                               | 歌手、俳優                                                                     |
| 3月             | 7日                      | ピノ・カルーソ                             | イタリアの旗       | 84                                                               | 俳優                                                                           |
| 3月             | 16日                     | ディック・デイル                           | アメリカ合衆国の旗 | 81                                                               | ミュージシャン、ギタリスト                                                     |
| 3月             | 17日                     | 内田裕也                                   | 日本の旗           | 79                                                               | ギタリスト、俳優                                                               |
| 3月             | 18日                     | 織本順吉                                   | 日本の旗           | 92                                                               | 俳優                                                                           |
| 3月             | 23日                     | ラリー・コーエン                           | アメリカ合衆国の旗 | 77                                                               | 映画監督、脚本家、映画プロデューサー                                           |
| 3月             | 24日                     | ジョセフ・ピラトー                         | アメリカ合衆国の旗 | 70                                                               | 俳優、声優                                                                     |
| 3月             | 25日                     | スコット・ウォーカー                       | アメリカ合衆国の旗 | 76                                                               | 歌手、作曲家                                                                   |
| 3月             | 26日                     | 萩原健一                                   | 日本の旗           | 68                                                               | 俳優、歌手                                                                     |
| 3月             | 28日                     | 白石冬美                                   | 日本の旗           | 82                                                               | 声優、ナレーター、ラジオディスクジョッキー                                     |
| 3月             | 29日                     | アニエス・ヴァルダ                         | フランスの旗       | 90                                                               | 映画監督                                                                       |
| 3月             | 30日                     | タニア・マレット                           | イギリスの旗       | 77                                                               | 女優、モデル                                                                   |
| 4月             | 1日                      | ヴォンダ・マッキンタイア                   | アメリカ合衆国の旗 | 70                                                               | サイエンス・フィクション小説家、『スタートレック』シリーズノヴェライズ小説担当 |
| 4月             | 4日                      | ゲオルギー・ダネリヤ                       | ロシアの旗         | 88                                                               | 映画監督                                                                       |
| 4月             | 8日                      | ケーシー高峰                               | 日本の旗           | 85                                                               | 漫談家、俳優、タレント                                                         |
| 4月             | 11日                     | モンキー・パンチ                           | 日本の旗           | 81                                                               | 漫画家、『ルパン三世』シリーズ原作者                                           |
| 4月             | 16日                     | 川久保潔                                   | 日本の旗           | 89                                                               | 俳優、声優、ナレーター                                                         |
| 4月             | 17日                     | 小池一夫                                   | 日本の旗           | 82                                                               | 漫画原作者、小説家、脚本家、作詞家                                             |
| 4月             | 18日                     | 有馬三恵子                                 | 日本の旗           | 83                                                               | 作詞家、『忘れるものか』（日活、1968年）の同名主題歌の作詞を担当               |
| 4月             | 20日                     | 福岡翼                                     | 日本の旗           | 79                                                               | 映画評論家、芸能リポーター                                                     |
| 4月             | 21日                     | スティーヴ・ゴリン                         | アメリカ合衆国の旗 | 64                                                               | 映画プロデューサー                                                             |
| 4月             | 23日                     | テリー・ローリングス                       | アメリカ合衆国の旗 | 85                                                               | 映像編集技師、音響技師                                                         |
| 4月             | 26日                     | エレン・シュヴィールス                     | ドイツの旗         | 88                                                               | 俳優                                                                           |
| 4月             | 29日                     | ジョン・シングルトン                       | アメリカ合衆国の旗 | 51                                                               | 映画監督、脚本家、映画プロデューサー                                           |
| 4月             | 29日                     | 荻野真                                     | 日本の旗           | 59                                                               | 漫画家、劇画家、『孔雀王』シリーズ原作者                                       |
| 4月             | 30日                     | ピーター・メイヒュー                       | /                  | 74                                                               | 俳優                                                                           |
| 5月             | 1日                      | アレッサンドラ・パナーロ                   | イタリアの旗       | 79                                                               | 女優                                                                           |
| 5月             | 11日（死去公表）         | ペギー・リプトン                           | アメリカ合衆国の旗 | 72                                                               | 女優                                                                           |
| 5月             | 12日                     | 京マチ子                                   | 日本の旗           | 95                                                               | 女優                                                                           |
| 5月             | 13日                     | ドリス・デイ                               | アメリカ合衆国の旗 | 97                                                               | 歌手・女優                                                                     |
| 5月             | 15日                     | 杉葉子                                     | 日本の旗           | 90                                                               | 女優                                                                           |
| 5月             | 18日                     | 坂上順                                     | 日本の旗           | 79                                                               | 映画プロデューサー、元東映常務取締役                                           |
| 5月             | 20日                     | 降旗康男                                   | 日本の旗           | 84                                                               | 映画監督                                                                       |
| 5月             | 20日                     | 渡邊亮徳                                   | 日本の旗           | 89                                                               | 映画プロデューサー、元東映副社長                                               |
| 5月             | 23日                     | 岸富美子                                   | 日本の旗           | 98                                                               | 映画編集者                                                                     |
| 6月             | 5日                      | 宇井孝司                                   | 日本の旗           | 57                                                               | アニメーション映画監督                                                         |
| 6月             | 10日                     | 藤本譲                                     | 日本の旗           | 84                                                               | 声優                                                                           |
| 6月             | 13日                     | 石田信之                                   | 日本の旗           | 68                                                               | 俳優                                                                           |
| 6月             | 13日                     | 千家和也                                   | 日本の旗           | 73                                                               | 作詞家                                                                         |
| 6月             | 14日                     | 吉武美知子                                 | 日本の旗           | 非公表                                                           | 映画プロデューサー                                                             |
| 6月             | 15日                     | フランコ・ゼフィレッリ                     | イタリアの旗       | 96                                                               | 映画監督                                                                       |
| 6月             | 26日                     | 高島忠夫                                   | 日本の旗           | 88                                                               | 俳優、司会者、フジテレビ系『ゴールデン洋画劇場』解説者                         |
| 6月             | 26日                     | マックス・ライト                           | アメリカ合衆国の旗 | 75                                                               | 俳優                                                                           |
| 7月             | 6日                      | エドゥアルド・ファヤルド                   | スペインの旗       | 94                                                               | 俳優                                                                           |
| 7月             | 7日                      | 伊藤克                                     | 日本の旗           | 87                                                               | 俳優、声優                                                                     |
| 7月             | 9日                      | ジャニー喜多川（ジョン・ヒロム・キタガワ） | 日本の旗           | 87                                                               | 芸能プロモーター、エンターテイメントプロデューサー                             |
| 7月             | 9日                      | リップ・トーン                             | アメリカ合衆国の旗 | 88                                                               | 俳優                                                                           |
| 7月             | 10日                     | ヴァレンティナ・コルテーゼ                 | イタリアの旗       | 96                                                               | 女優                                                                           |
| 7月             | 13日                     | リチャード・カーター                       | オーストラリアの旗 | 65                                                               | 俳優                                                                           |
| 7月             | 14日                     | 明日待子                                   | 日本の旗           | 99                                                               | 日本初のアイドル、女優、ダンサー、日本舞踊家                                   |
| 7月             | 18日                     | デヴィッド・ヘディソン                     | アメリカ合衆国の旗 | 92                                                               | 俳優                                                                           |
| 7月             | 18日                     | 木上益治                                   | 日本の旗           | 61                                                               | アニメーション監督                                                             |
| 7月             | 18日                     | 武本康弘                                   | 日本の旗           | 47                                                               | アニメーション監督                                                             |
| 7月             | 18日                     | 西屋太志                                   | 日本の旗           | 37                                                               | アニメーター、キャラクターデザイナー                                           |
| 7月             | 19日                     | ルトガー・ハウアー                         | オランダの旗       | 75                                                               | 俳優                                                                           |
| 7月             | 25日                     | 島香裕                                     | 日本の旗           | 70                                                               | 声優、俳優                                                                     |
| 8月             |                          |                                            |                    |                                                                  |                                                                                |
| 3日             | 湯浅実                   | 日本の旗                                   | 84                 | 俳優                                                             |                                                                                |
| 3日             | 白石奈緒美               | 日本の旗                                   | 84                 | 女優、料理研究家                                                 |                                                                                |
| 16日            | ピーター・フォンダ       | アメリカ合衆国の旗                         | 79                 | 俳優                                                             |                                                                                |
| 28日            | ミシェル・オーモン       | フランスの旗                               | 82                 | 俳優                                                             |                                                                                |
| 29日            | 生井健夫                 | 日本の旗                                   | 89                 | 俳優                                                             |                                                                                |
| 29日            | 依田英助                 | 日本の旗                                   | 91                 | 俳優                                                             |                                                                                |
| 9月             |                          |                                            |                    |                                                                  |                                                                                |
| 2日             | 安部譲二                 | 日本の旗                                   | 82                 | 小説家                                                           |                                                                                |
| 3日             | キャロル・リンレイ       | アメリカ合衆国の旗                         | 77                 | 俳優                                                             |                                                                                |
| 7日             | ロバート・アクセルロッド | アメリカ合衆国の旗                         | 70                 | 俳優                                                             |                                                                                |
| 11日            | 原口剛                   | 日本の旗                                   | 80                 | 俳優                                                             |                                                                                |
| 21日            | シド・ヘイグ             | アメリカ合衆国の旗                         | 80                 | 俳優                                                             |                                                                                |
| 24日            | 櫻井拓也                 | 日本の旗                                   | 31                 | 俳優                                                             |                                                                                |
| 28日            | 大越弥生                 | 日本の旗                                   | 52                 | 女優                                                             |                                                                                |
| 10月            |                          |                                            |                    |                                                                  |                                                                                |
| 1日             | ギヤ・カンチェリ         | ジョージア (国)の旗                        | 84                 | 作曲家、『不思議惑星キン・ザ・ザ』（1986年ソビエト映画）音楽担当 |                                                                                |
| 4日             | ダイアン・キャロル       | アメリカ合衆国の旗                         | 84                 | 女優、歌手                                                       |                                                                                |
| 5日             | 川又昂                   | 日本の旗                                   | 93                 | 映画カメラマン、撮影監督                                         |                                                                                |
| 7日             | 和田誠                   | 日本の旗                                   | 83                 | 映画監督、イラストレーター、エッセイスト                         |                                                                                |
| 11日            | 西岡善信                 | 日本の旗                                   | 97                 | 映画・テレビ美術監督、映像京都設立者・元代表                     |                                                                                |
| 11日            | ロバート・フォスター     | アメリカ合衆国の旗                         | 78                 | 俳優                                                             |                                                                                |
| 12日            | 中山仁                   | 日本の旗                                   | 77                 | 俳優                                                             |                                                                                |
| 24日            | 八千草薫                 | 日本の旗                                   | 88                 | 女優                                                             |                                                                                |
| 26日            | ロバート・エヴァンス     | アメリカ合衆国の旗                         | 89                 | 映画プロデューサー                                               |                                                                                |
| 26日            | 寒河江弘                 | 日本の旗                                   | 52                 | フィギュア造形作家、特撮美術デザイナー                           |                                                                                |
| 30日            | 山本昌平                 | 日本の旗                                   | 82                 | 俳優                                                             |                                                                                |
| 31日            | 山谷初男                 | 日本の旗                                   | 85                 | 俳優                                                             |                                                                                |
| 11月            |                          |                                            |                    |                                                                  |                                                                                |
| 1日             | 鴈龍                     | 日本の旗                                   | 55                 | 俳優                                                             |                                                                                |
| 2日             | マリー・ラフォレ         | フランスの旗                               | 80                 | 女優、歌手                                                       |                                                                                |
| 3日             | 多良政司                 | 日本の旗                                   | 88                 | 録音技師                                                         |                                                                                |
| 3日             | 眉村卓                   | 日本の旗                                   | 85                 | 小説家、『なぞの転校生』（1998年、バンダイビジュアル）原作者     |                                                                                |
| 5日             | オメロ・アントヌッティ   | イタリアの旗                               | 84                 | 俳優                                                             |                                                                                |
| 11日            | 中村正                   | 日本の旗                                   | 89                 | 俳優、声優                                                       |                                                                                |
| 13日            | 滝口幸広                 | 日本の旗                                   | 34                 | 俳優                                                             |                                                                                |
| 17日            | 松本ちえこ               | 日本の旗                                   | 60                 | 歌手、タレント、女優                                             |                                                                                |
| 18日            | 木内みどり               | 日本の旗                                   | 69                 | 女優                                                             |                                                                                |
| 22日            | ジャン・ドゥーシェ       | フランスの旗                               | 89                 | 映画監督、映画評論家                                             |                                                                                |
| 27日            | 高以翔                   | 中華民国の旗                               | 35                 | 俳優                                                             |                                                                                |
| 28日            | 矢島信男                 | 日本の旗                                   | 91                 | 特撮監督、特撮研究所設立者・会長                                 |                                                                                |
| 29日            | 井上真樹夫               | 日本の旗                                   | 81                 | 声優                                                             |                                                                                |
| 12月            |                          |                                            |                    |                                                                  |                                                                                |
| 3日（遺体発見） | チャ・インハ             | 大韓民国の旗                               | 27                 | 俳優                                                             |                                                                                |
| 7日             | ザザ・ウルシャゼ         | ジョージア (国)の旗                        | 53                 | 映画監督                                                         |                                                                                |
| 8日             | ルネ・オーベルジョノワ   | アメリカ合衆国の旗                         | 79                 | 俳優                                                             |                                                                                |
| 12日            | ダニー・アイエロ         | アメリカ合衆国の旗                         | 86                 | 俳優                                                             |                                                                                |
| 12日            | 梅宮辰夫                 | 日本の旗                                   | 81                 | 俳優                                                             |                                                                                |
| 14日            | アンナ・カリーナ         | フランスの旗                               | 79                 | 女優、歌手                                                       |                                                                                |
| 20日            | チョン・ゲヒョン         | 大韓民国の旗                               | 82                 | 女優                                                             |                                                                                |
| 26日            | スー・リオン             | アメリカ合衆国の旗                         | 73                 | 女優                                                             |                                                                                |
| 30日            | シド・ミード             | アメリカ合衆国の旗                         | 86                 | デザイナー・アーティスト                                         |                                                                                |